# Denilson Oliva
Denilson Oliva (Santo Tomás de Castilla, Puerto Barrios, Guatemala; 3 de enero de 2004) es un futbolista que actualmente milita en el club Xelajú Mario Camposeco de la Liga Nacional de Guatemala es un defensa talentoso y consdierado promesa en el fútbol guatemalteco, su primera experiencia deportiva fue en el Juventud Canadiense de la Tercera División de Guatemala equipó oriundo de la ciudad capital de Guatemala, donde da el saltó a Primera División con el San Benito. Fue fichado por el Xelajú M.C, se desempeña en defensa, jugando en la posición de lateral izquierdo.

## Clubes
| Club       | País      | Año               |
| ---------- | --------- | ----------------- |
| San Benito | Guatemala | 2023              |
| Xelajú M.C | Guatemala | 2024 - Actualidad |

## Palmarés

### Campeonatos nacionales
| Título                     | Club      | País      | Año           |
| -------------------------- | --------- | --------- | ------------- |
| Liga Nacional de Guatemala | Xelaju MC | Guatemala | Apertura 2024 |